# Palatine Bridge
Palatine Bridge es una villa ubicada en el condado de Montgomery en el estado estadounidense de Nueva York. En el año 2000 tenía una población de 706 habitantes y una densidad poblacional de 307 personas por km².

## Geografía
Palatine Bridge se encuentra ubicada en las coordenadas 42°54′39″N 74°34′29″O / 42.91083, -74.57472.

## Demografía
Según la Oficina del Censo en 2000 los ingresos medios por hogar en la localidad eran de $32,361, y los ingresos medios por familia eran $46,667. Los hombres tenían unos ingresos medios de $30,125 frente a los $22,014 para las mujeres. La renta per cápita para la localidad era de $20,285. Alrededor del 11.8% de la población estaban por debajo del umbral de pobreza.